# Белоусов, Владимир Сергеевич
Влади́мир Серге́евич Белоу́сов (11 июля 1947, Москва, СССР) — советский футболист, защитник, советский и российский тренер. Мастер спорта СССР (1973).

## Карьера

### Игрока
Заниматься футболом начал в Москве. Затем играл на уровне КФК за московский «Метрострой» и загорский «Темп». С 1970 по 1971 год выступал за «Таврию», в 55 матчах забил 1 гол. С 1971 по 1973 защищал цвета донецкого «Шахтёра», провёл 67 встреч и стал в 1972 году серебряным призёром Первой лиги. Кроме того, принял участие в 4 поединках Кубка СССР.
С 1974 по 1977 год выступал за московское «Торпедо», сыграл 68 матчей и стал осенью 1976 года чемпионом СССР. Кроме того, провёл 6 встреч в Кубке УЕФА. В сезоне 1977 года сыграл 42 матча за «Кубань».

### Тренера
После завершения карьеры игрока работал тренером, в 1980 году был помощником, а с 1981 по 1982 год возглавлял «Кубань». В 1992 году руководил клубом ТРАСКО, а в 1994 году «Асмаралом». С 1995 по 1996 работал ассистентом в клубе «Торпедо-Лужники», а с 1999 по 2000 год входил в тренерский штаб «Торпедо-ЗИЛ», с февраля 2016 г. в тренерском штабе Торпедо (Москва).

## Достижения
- Чемпион СССР: 1976 (осень)
- 2-е место в Первой лиге СССР (выход в Высшую лигу): 1972

## После карьеры
Выступает на любительском уровне в различных ветеранских турнирах.